# Бачко Градиште
Бачко Градиште, раније Фелдварац (мађ. Bácsföldvár) јесте насељено место у општини Бечеј, у Јужнобачком округу, у Србији. Смештено је поред реке Тисе. Према попису из 2022. било је 4.335 становника.

## Историја
Краљ Жигмунд Луксембуршки је поклонио Бачко Градиште 1387. породици Горјански. У турско доба припадало је сегединској нахији. Године 1580. било је српско место и имало је 4, а 1519. има 12 порезних домова. По ослобођењу од Турака постало је Бачко Градиште шанац у потиској граници. Године 1720. било је још потпуно српско место и имало је 39 пописаних српских домова.
После развојачења потиске границе почело је у Бачком Градишту насељавање Мађара. У буни 1848/1849. године село је много страдало.
Подигнуто је 1857. године звоно на торањ православног храма. Звоно тешко 12 центи и 38 фунти излио је новосадски звоноливац Павле Валер. Ново темпло урадио је иконорезац Јован Ситкеј из Старог Бечеја.
Купили су претплатом Вукову књигу "Српске народне приповетке" 1870. године први умни људи из места: поп Стеван Кирић парох и учитељи, мушке школе - Симеон Нинковић, а женске школе - Милан Летић.

## Демографија

### Етнички састав 1910.[4]
|  | Мађари | Срби  | Јевреји |  |
|  | ------ | ----- | ------- |  |
|  | 3.934  | 2.890 | 98      |  |

## Демографија
У насељу Бачко Градиште живи 4215 пунолетних становника, а просечна старост становништва износи 39,1 година (37,0 код мушкараца и 41,1 код жена). У насељу има 2029 домаћинстава, а просечан број чланова по домаћинству је 2,68.
Становништво у овом насељу веома је нехомогено, а у последња три пописа, примећен је пад у броју становника.
|  |

| Демографија | Демографија | Демографија |
| Година      | Становника  | Становника  |
| ----------- | ----------- | ----------- |
| 1948.       | 6.512       |             |
| 1953.       | 6.178       |             |
| 1961.       | 6.106       |             |
| 1971.       | 5.986       |             |
| 1981.       | 5.764       |             |
| 1991.       | 5.625       | 5.495       |
| 2002.       | 5.445       | 5.519       |
| 2011.       | 5.110       |             |

| Етнички састав према попису из 2002.‍ | Етнички састав према попису из 2002.‍ | Етнички састав према попису из 2002.‍ | Етнички састав према попису из 2002.‍ | Етнички састав према попису из 2002.‍ |
| ------------------------------------ | ------------------------------------ | ------------------------------------ | ------------------------------------ | ------------------------------------ |
|                                      |                                      |                                      |                                      |                                      |
| Мађари                               | Мађари                               |                                      | 2.519                                | 46,26%                               |
| Срби                                 | Срби                                 |                                      | 2.417                                | 44,38%                               |
| Југословени                          | Југословени                          |                                      | 151                                  | 2,77%                                |
| Хрвати                               | Хрвати                               |                                      | 67                                   | 1,23%                                |
| Роми                                 | Роми                                 |                                      | 51                                   | 0,93%                                |
| Црногорци                            | Црногорци                            |                                      | 40                                   | 0,73%                                |
| Муслимани                            | Муслимани                            |                                      | 12                                   | 0,22%                                |
| Словаци                              | Словаци                              |                                      | 3                                    | 0,05%                                |
| Русини                               | Русини                               |                                      | 3                                    | 0,05%                                |
| Буњевци                              | Буњевци                              |                                      | 3                                    | 0,05%                                |
| Словенци                             | Словенци                             |                                      | 2                                    | 0,03%                                |
| Немци                                | Немци                                |                                      | 2                                    | 0,03%                                |
| Албанци                              | Албанци                              |                                      | 2                                    | 0,03%                                |
| Украјинци                            | Украјинци                            |                                      | 1                                    | 0,01%                                |
| Македонци                            | Македонци                            |                                      | 1                                    | 0,01%                                |
| Бошњаци                              | Бошњаци                              |                                      | 1                                    | 0,01%                                |
| непознато                            | непознато                            |                                      | 84                                   | 1,54%                                |

| Година пописа     | 1948. | 1953. | 1961. | 1971. | 1981. | 1991. | 2002. |
| ----------------- | ----- | ----- | ----- | ----- | ----- | ----- | ----- |
| Број домаћинстава | 1.932 | 2.051 | 2.109 | 2.123 | 2.182 | 2.106 | 2.029 |

| Број чланова      | 1   | 2   | 3   | 4   | 5   | 6  | 7  | 8 | 9 | 10 и више | Просек |
| ----------------- | --- | --- | --- | --- | --- | -- | -- | - | - | --------- | ------ |
| Број домаћинстава | 499 | 560 | 371 | 398 | 136 | 38 | 15 | 6 | 3 | 3         | 2,68   |

| Пол    | Укупно | Неожењен/Неудата | Ожењен/Удата | Удовац/Удовица | Разведен/Разведена | Непознато |
| ------ | ------ | ---------------- | ------------ | -------------- | ------------------ | --------- |
| Мушки  | 2.163  | 679              | 1.300        | 98             | 83                 | 3         |
| Женски | 2.289  | 356              | 1.318        | 492            | 116                | 7         |
| УКУПНО | 4.452  | 1.035            | 2.618        | 590            | 199                | 10        |

| Пол    | Укупно                    | Пољопривреда, лов и шумарство | Рибарство                            | Вађење руде и камена | Прерађивачка индустрија       |
| ------ | ------------------------- | ----------------------------- | ------------------------------------ | -------------------- | ----------------------------- |
| Мушки  | 1.053                     | 361                           | 13                                   | 0                    | 362                           |
| Женски | 584                       | 215                           | 0                                    | 0                    | 160                           |
| УКУПНО | 1.637                     | 576                           | 13                                   | 0                    | 522                           |
| Пол    | Производња и снабдевање   | Грађевинарство                | Трговина                             | Хотели и ресторани   | Саобраћај, складиштење и везе |
| Мушки  | 6                         | 55                            | 68                                   | 9                    | 33                            |
| Женски | 1                         | 3                             | 64                                   | 12                   | 4                             |
| УКУПНО | 7                         | 58                            | 132                                  | 21                   | 37                            |
| Пол    | Финансијско посредовање   | Некретнине                    | Државна управа и одбрана             | Образовање           | Здравствени и социјални рад   |
| Мушки  | 13                        | 19                            | 27                                   | 9                    | 11                            |
| Женски | 10                        | 9                             | 5                                    | 37                   | 34                            |
| УКУПНО | 23                        | 28                            | 32                                   | 46                   | 45                            |
| Пол    | Остале услужне активности | Приватна домаћинства          | Екстериторијалне организације и тела | Непознато            | Непознато                     |
| Мушки  | 20                        | 0                             | 0                                    | 47                   | 47                            |
| Женски | 12                        | 0                             | 0                                    | 18                   | 18                            |
| УКУПНО | 32                        | 0                             | 0                                    | 65                   | 65                            |

## Галерија
- Рибњак Бечеј
- Рибњак Бечеј
- Рибњак Бечеј
- Храм Преображења Господњег
- Црква Светог Арханђела Михаила